# Killian Malwaya
Killian Malwaya (* 4. August 2005) ist ein französischer Basketballspieler.

## Werdegang
Malwaya wuchs im Großraum Paris auf. Er begann in Marne-la-Vallée mit dem Basketballsport. Der französische Spitzenverein ASVEL Lyon-Villeurbanne wurde auf den „Kiki“ genannten, sprungkräftigen Spieler aufmerksam und holte ihn 2019 in seine Jugendabteilung.
In der Sommerpause 2022 wurde Malwaya vom Verein Paris Basketball verpflichtet, Ende September 2022 wurde er erstmals in der höchsten französischen Spielklasse eingesetzt. Im Sommer 2023 wurde er mittels Leihabkommen an den Zweitligisten ALM Évreux abgegeben, um dort Erfahrung zu sammeln. 2024 ging er innerhalb der zweiten Liga zu Champagne Basket, wieder als Leihspieler von Paris Basketball.
Zur Saison 2025/26 wechselte Malwaya zum Zweitligisten Alliance Sport Alsace nach Gries.

### Nationalmannschaft
Im Sommer 2022 gewann er mit Frankreichs U17-Nationalmannschaft bei der Weltmeisterschaft dieser Altersklasse die Bronzemedaille.